# Mount Pleasant House

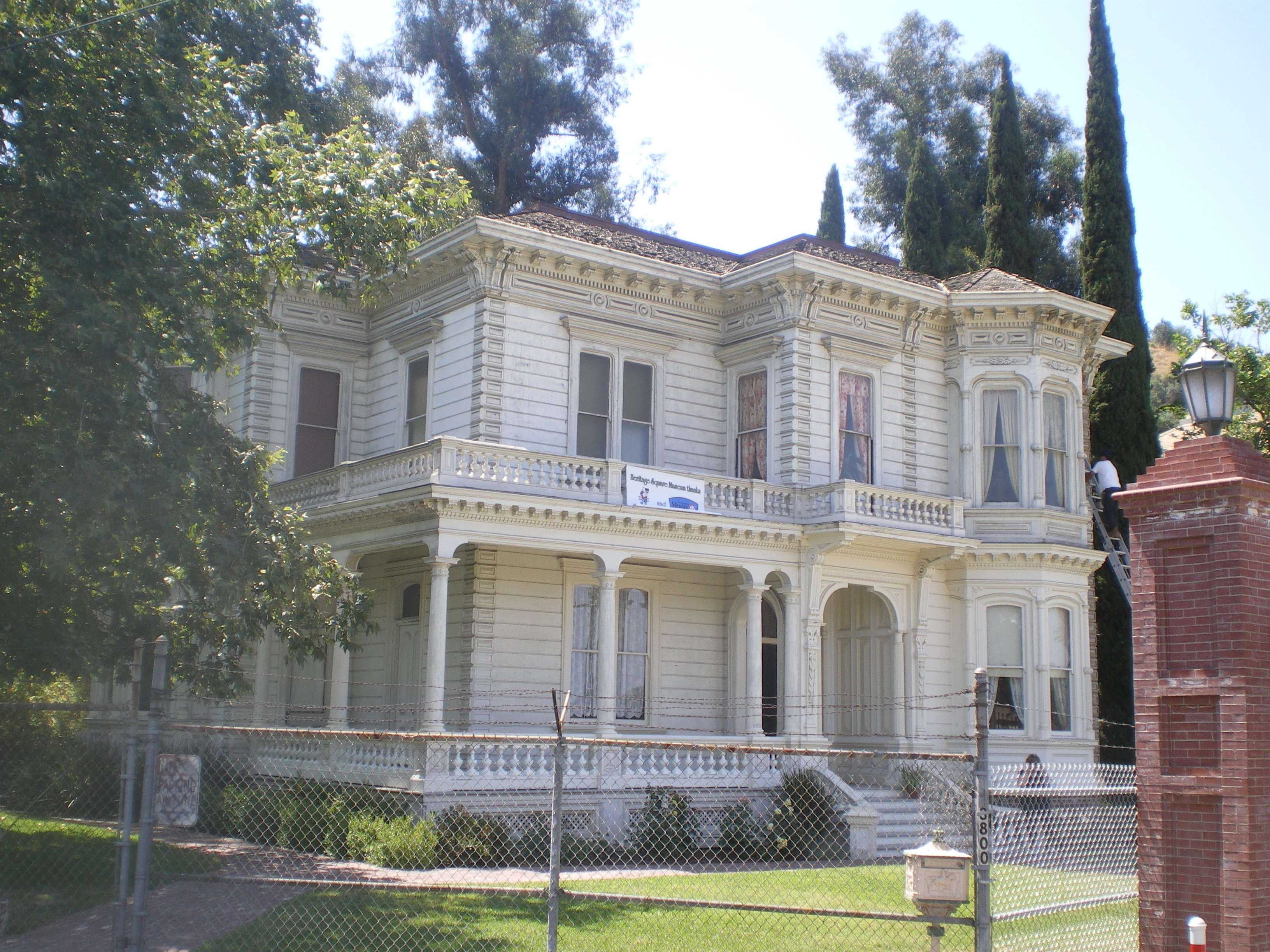
Mount Pleasant House im Heritage Square Museum

Das Mount Pleasant House (auch Perry Mansion) ist ein unter Denkmalschutz stehendes Haus in Los Angeles. Heute steht das Haus auf dem Gelände des Heritage Square Museum.
Das zweistöckige Gebäude wurde 1876 für den Geschäftsmann William Perry durch den Architekten Ezra F. Kysor im Italianate-Stil in Boyle Heights errichtet. Zu seiner Zeit war es eines der teuersten Privathäuser in Los Angeles. 1975 wurde das Haus von seinem alten Standort in der Mount Pleasant Street in das fünf Kilometer entfernte Freilichtmuseum an der Homer Street transportiert. Dort restaurierte es der Colonial Dames Society of America bis zur Spende an die Museumsstiftung 1995.
Seit dem 12. Dezember 1976 ist das Haus auf der Liste der Einträge im National Register of Historic Places in Los Angeles geführt und steht somit unter Denkmalschutz.<